# Templemore
Templemore (en irlandès An Teampall Mór o "la gran església") és una ciutat d'Irlanda, al comtat de Tipperary Nord, a la província de Munster. És una parròquia civil de la baronia d'Eliogarty.

## Parròquies
| Townland (anglès)   | Townland (irlandès)       | Acres | Baronia   | Poor Law Union |
| ------------------- | ------------------------- | ----- | --------- | -------------- |
| Adamstown           | Baile Ádaim               | 289   | Eliogarty | Thurles        |
| Ballycahill         | Baile Uí Chathail         | 1.028 | Eliogarty | Thurles        |
| Ballyheen           | Béal Átha Hín             | 156   | Eliogarty | Thurles        |
| Barnalascaw         | Bearna Leathscátha        | 18    | Eliogarty | Thurles        |
| Belleville          | Belleville                | 32    | Eliogarty | Thurles        |
| Borrisbeg           | An Bhuiríos Bheag         | 488   | Eliogarty | Thurles        |
| Butlerslodge        | Lóiste an Bhuitléaraigh   | 20    | Eliogarty | Thurles        |
| Clontaaffe          | Cluain Tífe               | 462   | Ikerrin   | Roscrea        |
| Craiguedarg         | An Ghráig Dhearg          | 82    | Ikerrin   | Roscrea        |
| Culleenagh          | An Choillíneach           | 162   | Eliogarty | Thurles        |
| Curraduff           | An Currach Dubh           | 175   | Ikerrin   | Roscrea        |
| Eastwood            | An Choill Thoir           | 225   | Eliogarty | Thurles        |
| Farranacahill       | Fearann Ó gCathail        | 79    | Eliogarty | Thurles        |
| Farranaderry        | Fearann Doire             | 172   | Eliogarty | Thurles        |
| Forest              | An Seisceann              | 199   | Eliogarty | Thurles        |
| Graiguebeg          | An Ghráig Bheag           | 37    | Ikerrin   | Roscrea        |
| Greenwood           | An Choill Ghlas           | 40    | Eliogarty | Thurles        |
| Ivyhall             | Halla an Eidhneáin        | 74    | Eliogarty | Thurles        |
| Jockeyhall          | Halla an Mharcaigh        | 42    | Eliogarty | Thurles        |
| Kilclareen          | Cill Chléirín             | 156   | Eliogarty | Thurles        |
| Killawardy          | Coill an Bhardaigh        | 101   | Ikerrin   | Roscrea        |
| Killough            | Cill Eochaidh             | 849   | Ikerrin   | Roscrea        |
| Kiltillane          | Cill tSiolláin            | 506   | Eliogarty | Thurles        |
| Kiltilliha          | Cill Tuilithe             | 195   | Eliogarty | Thurles        |
| Knockanroe          | An Cnocán Rua             | 760   | Eliogarty | Thurles        |
| Kylebeg             | An Choill Bheag           | 17    | Eliogarty | Thurles        |
| Lisnaviddoge North  | Lios na bhFeadóg Thuaidh  | 89    | Eliogarty | Thurles        |
| Lisnaviddoge South  | Lios na bhFeadóg Theas    | 59    | Eliogarty | Thurles        |
| Lloydsborough       | Gort Ruáin                | 322   | Eliogarty | Thurles        |
| Manna North         | Mana Thuaidh              | 131   | Eliogarty | Thurles        |
| Manna South         | Mana Theas                | 225   | Eliogarty | Thurles        |
| Oldtown             | An Seanbhaile             | 354   | Eliogarty | Thurles        |
| Priory Demesne      | Diméin na Prióireachta    | 288   | Eliogarty | Thurles        |
| Rossnamanniff Lower | Ros na mBanbh Íochtarach  | 55    | Eliogarty | Thurles        |
| Rossnamanniff Upper | Ros na mBanbh Uachtarach  | 44    | Eliogarty | Thurles        |
| Sandymount          | Cnocán na Gainimhe        | 50    | Eliogarty | Thurles        |
| Templemore Demesne  | Diméin an Teampaill Mhóir | 386   | Eliogarty | Thurles        |
| Woodville           | Woodville                 | 83    | Eliogarty | Thurles        |

## Agermanaments
- Prémilhat
- Potenza Picena